# Daniel Bierofka
Daniel Bierofka (Monaco di Baviera, 7 febbraio 1979) è un allenatore di calcio ed ex calciatore tedesco, di ruolo centrocampista..
Ala sinistra, nella sua carriera da calciatore ha patito numerosi infortuni, che ne hanno condizionato il rendimento e lo hanno condotto al ritiro al termine della stagione 2013-2014.

## Carriera

### Calciatore

#### Club
Prodotto del vivaio del Bayern Monaco, giunse a giocare per la squadra riserve del club bavarese, ma non esordì con la prima squadra. Nel 2000 si trasferì al Monaco 1860, con cui disputò 55 partite in due stagioni prima di essere ceduto al Bayer Leverkusen. Dopo tre anni passò, nel 2005, allo Stoccarda, con cui nel 2006-2007 vinse il titolo tedesco.
Nel giugno 2007 tornò al Monaco 1860 in cambio di 400.000 euro. Vi rimase per altri sette anni prima di chiudere la carriera al termine della stagione agonistica 2013-2014.

#### Nazionale
Bierofka conta 22 presenze e 7 gol con la Germania under 21 e 3 presenze e un gol con la Germania, con cui esordì il 27 aprile 2004 contro la Russia B. Andò a segno con la nazionale maggiore il 18 maggio 2002 in amichevole contro l'Austria (6-2 il risultato finale).

### Allenatore
Nel maggio 204 iniziò la propria carriera di allenatore guidando l'Under-16 del Monaco 1860.
Il 18 febbraio 2015 divenne l'allenatore della prima squadra del Monaco 1860 II dopo la nomina di Torsten Fröhling a tecnico della prima squadra.
Il 14 marzo 2015 Bierofka esordì con un pareggio a reti inviolate contro il Schalding-Heining. Il 21 marzo, nel derby contro il Norimberga II, perse per 2-0. Terminò la stagione alla guida della squadra riserve con 4 vittorie, 3 pareggi e 5 sconfitte.
Il 19 aprile 2016 gli fu affidata la panchina della prima squadra. Esordì con tre vittorie consecutive contro Eintracht Braunschweig, St. Pauli e Paderborn, evitando così la retrocessione dalla Zweite Bundesliga. Bierofka, sprovvisto di patentino per allenare in seconda serie, beneficiò di una deroga per tre partite.
Lasciata la prima squadra a Denis Bushuev per l'ultimo match della stagione contro il FSV Francoforte, riprese le redini della squadra riserve, ma il 22 novembre 2016 tornò ad allenare la prima squadra
Nel giugno 2017 fu nuovamente nominato allenatore del Monaco 1860, appena precipitato in quarta serie dopo la retrocessione sul campo dalla seconda alla terza serie e la mancata iscrizione al campionato di seconda serie. Nella stagione seguente condusse i suoi alla promozione in terza divisione.
Nella stagione successiva il team giunge all'ottavo posto in classifica.
Nell'estate del 2020 lascia la Baviera  e si trasferisce in Austria per sedere sulla panchina del Wacker Innsbruck nella seconda divisione.

## Statistiche

### Cronologia presenze e reti in nazionale
| Cronologia completa delle presenze e delle reti in nazionale ― Germania | Cronologia completa delle presenze e delle reti in nazionale ― Germania | Cronologia completa delle presenze e delle reti in nazionale ― Germania | Cronologia completa delle presenze e delle reti in nazionale ― Germania | Cronologia completa delle presenze e delle reti in nazionale ― Germania | Cronologia completa delle presenze e delle reti in nazionale ― Germania | Cronologia completa delle presenze e delle reti in nazionale ― Germania | Cronologia completa delle presenze e delle reti in nazionale ― Germania |
| Data                                                                    | Città                                                                   | In casa                                                                 | Risultato                                                               | Ospiti                                                                  | Competizione                                                            | Reti                                                                    | Note                                                                    |
| ----------------------------------------------------------------------- | ----------------------------------------------------------------------- | ----------------------------------------------------------------------- | ----------------------------------------------------------------------- | ----------------------------------------------------------------------- | ----------------------------------------------------------------------- | ----------------------------------------------------------------------- | ----------------------------------------------------------------------- |
| 9-5-2002                                                                | Friburgo in Brisgovia                                                   | Germania                                                                | 7 – 0                                                                   | Kuwait                                                                  | Amichevole                                                              | -                                                                       | 73’                                                                     |
| 18-5-2002                                                               | Leverkusen                                                              | Germania                                                                | 6 – 2                                                                   | Austria                                                                 | Amichevole                                                              | 1                                                                       | 80’                                                                     |
| 21-8-2002                                                               | Sofia                                                                   | Bulgaria                                                                | 2 – 2                                                                   | Germania                                                                | Amichevole                                                              | -                                                                       | 46’                                                                     |
| Totale                                                                  |                                                                         | Presenze                                                                | 3                                                                       |                                                                         | Reti                                                                    | 1                                                                       |                                                                         |

## Palmarès

### Giocatore

#### Competizioni nazionali
- Campionato tedesco: 1

Stoccarda: 2006-2007

### Allenatore

#### Competizioni regionali
- Fußball-Regionalliga: 1

Monaco 1860: 2017-2018 (Regionalliga Bayern)